# Toscana-Terra de ciclisme
La Toscana-Terra de ciclisme (oficialment Toscana Terra di Ciclismo Eroica) és una competició ciclista per etapes a la Toscana (Itàlia). Està reservada a ciclistes menors de 23 anys, i de 2011 a 2012 va formar part de la Copa de les Nacions UCI sub-23.

## Palmarès
| Any       | Vencedor       | Segon             | Tercer                     |
| --------- | -------------- | ----------------- | -------------------------- |
| 2011      | Georg Preidler | Fabio Aru         | David de la Cruz           |
| 2012      | Fabio Aru      | Tim Wellens       | Francesco Manuel Bongiorno |
| 2013-2016 | No disputada   |                   |                            |
| 2017      | Jai Hindley    | Robert Stannard   | Lucas Hamilton             |
| 2018      | Andrea Bagioli | Aleksandr Vlàssov | Cristian Scaroni           |